# Thémisto (Néréide)
Pour les articles homonymes, voir Thémisto.
Dans la mythologie grecque, Thémisto (en grec ancien Θεμιστώ / Themistố) est une Néréide, fille de Nérée et de Doris, citée par Hésiode dans sa liste de Néréides. 

## Fonction
Thémisto est la Néréide du droit coutumier de l'océan.

## Famille
Ses parents sont le dieu marin primitif Nérée, surnommé le vieillard de la mer, et l'océanide Doris. Elle est l'une de leur multiples filles, les Néréides, généralement au nombre de cinquante, et a un unique frère, Néritès. Pontos (le Flot) et Gaïa (la Terre) sont ses grands-parents paternels, Océan et Téthys ses grands-parents maternels.

## Mythologie
Thémisto était l'une des cinquante Néréides (bien que certains auteurs en fassent plutôt la fille du fleuve arcadien Inachos[réf. nécessaire]), conquête amoureuse de Zeus duquel elle eut Ister ou Istros (grec ancien Ἴστρος/Istros), dieu-fleuve du Danube).

## Évocation moderne

### Astronomie
Son nom a été donné à un satellite naturel de Jupiter, Thémisto le 22 octobre 2002. Avant que ce nom ne lui soit donné, cette lune de Jupiter portait la désignation provisoire S/2000 J 1.

### Biologie
Le genre de crustacés Themisto doit son nom à la Néréide.